# Districtul Rheingau-Taunus
Districtul Rheingau-Taunus (în germană 'Rheingau-Taunus-Kreis') este un district rural (în germană Landkreis) din landul Hessa, Germania. În acest nume compus Rheingau provine de la o regiune (zonă) geografico-istorică, iar Taunus de la un masiv muntos.